# 日本建設業連合会
一般社団法人日本建設業連合会（にほんけんせつぎょうれんごうかい、英文名: Japan Federation of Construction Contractors）は、総合建設業者で構成される業界団体。略称は日建連。元国土交通省所管。現会長は、清水建設の宮本洋一会長（2025年度時点）。

## 概要
建設分野を代表する業界団体のひとつ。日本の建設産業を健全に発展させ、国民生活と産業活動の基盤の充実に寄与することを目的として活動している。全国展開するゼネコン約150社により構成。サブコンや専門工事会社など下請け的な立場が強い企業は含まず、元請けの立場から業界内外への意見表明や情報発信をすることが多いとされる。

## 沿革
現在の日建連は、2011年4月1日に日本建設業団体連合会（旧・日建連）、日本土木工業協会、建築業協会の3団体が合併して設立された。
- 1949年 - 社団法人日本土木工業協会（土工協）設立
- 1957年 - 社団法人建築業協会（建築業協）設立
- 1967年 - 社団法人日本建設業団体連合会（旧・日建連）設立
- 2009年 - 土工協と土木3団体（日本電力建設業協会、日本鉄道建設業協会、日本海洋開発建設協会）が合併
- 2011年4月1日 - 旧・日建連、建築業協、土工協が合併し、社団法人日本建設業連合会（新・日建連）発足[4]
- 2013年4月1日 - 一般社団法人に移行

## 歴代会長
1986年、石川六郎：鹿島建設会長
1987年、佐古一：大成建設会長
1991年、吉野照蔵：清水建設会長
1993年、前田顯治：前田建設工業社長
2001年、平島治：大成建設社長
2006年、梅田貞夫：鹿島建設会長
2009年、野村哲也：清水建設社長（新・日建連1代目）＊2011年に３団体統合。
2014年、中村満義：鹿島建設社長（同2代目）
2017年、山内隆司：大成建設会長（同3代目）
2021年、宮本洋一：清水建設会長（同4代目）

## 会員

### 団体会員
- 一般社団法人日本道路建設業協会
- 一般社団法人海外建設協会
- 一般社団法人土地改良建設協会
- 一般社団法人日本埋立浚渫協会
- 一般社団法人日本ダム協会

### 法人会員
- アイサワ工業
- 青木あすなろ建設
- あおみ建設
- 淺川組
- 淺沼組
- 新井組
- 安藤・間
- 池田建設
- 勇建設
- 石黒建設
- 伊藤組土建
- 岩倉建設
- 岩田地崎建設
- 植木建設
- 梅林建設
- 大木建設
- 大林組
- 大林道路
- 大本組
- 岡谷組
- 奥村組
- 奥村組土木興業
- ガイアート
- 鹿島建設
- 鹿島道路
- 株木建設
- 川田工業
- 北野建設
- 九鉄工業
- 共立建設
- クボタ建設
- 熊谷組
- 京王建設
- 京王建設横浜
- 京急建設
- 広成建設
- 公成建設
- 交通建設
- 鴻池組
- 五洋建設
- 佐田建設
- 札建工業
- 佐藤工業
- 三軌建設
- 三幸建設工業
- シーエヌ建設
- ジェイアール東海建設
- 清水建設
- ショーボンド建設
- 新日本建設
- 新谷建設
- 西濃建設
- 西武建設
- 錢高組
- 仙建工業
- 第一建設工業
- 大旺新洋
- 大末建設
- 大成建設
- 大成ロテック
- 大鉄工業
- 大日本土木
- 大豊建設
- 髙松建設
- 竹中工務店
- 竹中土木
- 多田建設
- 田中組
- ＴＳＵＣＨＩＹＡ
- 鉄建建設
- 東亜建設工業
- 東亜道路工業
- 東急建設
- 東鉄工業
- 東洋建設
- トーヨー冨士工
- 徳倉建設
- 戸田建設
- 飛島建設
- 巴コーポレーション
- ナカノフドー建設
- 中山組
- 奈良建設
- 南海辰村建設
- 西松建設
- 日特建設
- NIPPO
- 日本道路
- 日本国土開発
- ノバック
- 萩原建設工業
- 橋本店
- 長谷工コーポレーション
- ハンシン建設
- ピーエス・コンストラクション
- 久本組
- 菱中建設
- 廣野組
- 深田サルベージ建設
- 福田組
- 藤木工務店
- 不二建設
- フジタ
- 不動テトラ
- 北都組
- 本間組
- 前田建設工業
- 前田道路
- 増岡組
- 松井建設
- 松尾建設
- 松尾工務店
- 松村組
- 松本建設
- 馬淵建設
- 丸磯建設
- 丸彦渡辺建設
- 丸山工務所
- 三井住友建設
- 宮坂建設工業
- 宮地エンジニアリング
- みらい建設工業
- 村本建設
- 名工建設
- 森組
- 森本組
- 守谷商会
- 矢作建設工業
- ヤマウラ
- 山田組
- ユニオン建設
- 横河ブリッジ
- 吉川建設
- 吉田組
- 寄神建設
- ライト工業
- りんかい日産建設
- 若築建設